# Лихтенштейн на зимних Олимпийских играх 2010
Лихтенштейн на зимних Олимпийских играх 2010 был представлен 6 спортсменами в двух видах спорта.

## Результаты соревнований

### Бобслей
Мужчины
| Соревнование | Спортсмены                                                | 1 заезд   | 1 заезд | 2 заезд   | 2 заезд | 3 заезд   | 3 заезд | 4 заезд   | 4 заезд | Итоговый результат | Итоговое место |
| Соревнование | Спортсмены                                                | Результат | Место   | Результат | Место   | Результат | Место   | Результат | Место   | Итоговый результат | Итоговое место |
| ------------ | --------------------------------------------------------- | --------- | ------- | --------- | ------- | --------- | ------- | --------- | ------- | ------------------ | -------------- |
| Двойки       | Михаэль Клингер, Томас Дюрр                               | 56,18     | 24      | DNS       | —       | —         | —       | —         | —       | DNS                | —              |
| Четвёрки     | Михаэль Клингер, Юрген Бергинц, Томас Дюрр, Рихард Вундер | DNS       | —       | —         | —       | —         | —       | —         | —       | DNS                | —              |

### Горнолыжный спорт
Мужчины
| Соревнование     | Спортсмены   | Результат | Место |
| ---------------- | ------------ | --------- | ----- |
| Скоростной спуск | Марко Бюхель | 1:54,84   | 8     |
| Супергигант      | Марко Бюхель | DNF       | —     |

Женщины
| Соревнование | Спортсмены  | 1 спуск | 2 спуск | Всего   | Место |
| ------------ | ----------- | ------- | ------- | ------- | ----- |
| Слалом       | Марина Нигг | 53,78   | 53,05   | 1:46,83 | 22    |